# Högersdorf
Högersdorf település Németországban, Schleswig-Holstein tartományban. Lakosainak száma 410 fő (2023. december 31.).

## Népesség
A település népességének változása:
| Lakosok száma | 285  | 408  | 401  | 406  | 407  | 410  |
|               | 1975 | 2017 | 2019 | 2021 | 2022 | 2023 |